# 圣朝国
圣朝国，是指1981年至1982年期间在四川省仪陇县等地，由圣朝组织创始人林文勇为首成立的一个秘密结社政权。

## 成立经过
林文勇出生于四川南充仪陇县来仪乡太阳山一户普通农民家庭，家中排行老么，早先曾为游方术士，曾游历过河南、新疆等地。1978年曾因盗窃而被劳教，此后继续活动于巴中、仪陇一带的乡村，从事宗教迷信活动，借机发展信徒，培养骨干，扩大影响。并暗中与其党羽筹划登基称帝，“改朝换代”，建立“圣朝”。因当时中国大陆正在进行拨乱反正，林文勇及其党羽利用当时国内政局不稳之际借机宣扬林文勇乃“紫微星”下界，将于1983年7月7日登基，建立“圣朝”，京城设于仪陇奎阁楼等。
1979年10月至1981年5月，林文勇及其党羽经过一年多的积极活动，在四川、河南2省6个县培养了多名骨干，发展了大批信徒。林文勇遂认为“形势很好”，于是对内公布“圣朝国”目标，进行内部的所谓“整风”活动，建立起“中央领导班子”，此举，是林文勇及其党羽通过举行3次具有一定规模的“密会”而后完成的。
第一次密会于1981年农历六月廿四日在巴中县乐丰公社召开。参加者有林文勇、林文高、文兴华等12人。会上，林文勇装神弄鬼，施展“法术”，并与众人拜天地，喝血酒。林文勇在讲话中强调要“团结天下豪杰，结合四方义士”，搞好仪（仪陇县）、巴（巴中县）根据地。第二次密会于1981年7月14日在巴中县茶坝公社召开。参加者有林文勇、林文高、文兴华、许双林、文兴阶等17人。此次密会被冠以“整风会”的名义。林文勇在会上宣读了以“坚固圣朝”为目而草拟“整风十条”。“整风十条”列举了圣朝组织内部的“主观主义、宗派主义、冒险主义”的各种表现，提出“反对‘左’右倾机会主义”，并批判了队伍内部的“十种人”。
第三次密会于1981年8月3日在巴中县群乐公社召开。林文勇、林文高、文兴华等9人，此次会议被称为“白马山中央第一次选举大会”，简称“八三会议”。林文勇在会上正式宣布即将起兵反抗，于1983年7月7日登基，并将拟定好的官员名单交给文兴华当众宣布，内容为：
- 林文勇为皇帝
- 林文高为宰相
- 林文忠为丞相
- 田ⅩⅩ为总司令
- 谢Ⅹ为政治局秘书处总书记
- 谢ⅩⅩ为秘书处副总书记
- 许ⅩⅩ为全国军事总参谋长
- 文兴华为外交部长
- 林忠贵为国父
- 陈Ⅹ为二皇后
- 文ⅩⅩ为中央政治辅导员
- 李ⅩⅩ为参谋长
- 肖ⅩⅩ为外交部副部长、秘书
- 许ⅩⅩ为皇帝警卫员
- 许Ⅹ为中央情报局长

此后又加封了元帅、军师、全国妇女主任、国母、皇帝娘娘、一皇后、三皇后、巴中县茶坝区长、巴中县乐丰公社监察等职，至此，“圣朝国”被正式炮制出来。

## 覆灭
1980年5月23日，巴中县茶坝公社社员陈Ⅹ，因林文勇骗奸其患有精神病的妻子张俊华（后成为林文勇姘妇），向仪陇县公安局控告林文勇，并告发林文勇一伙的部分反革命言行，警方开始暗中介入调查。后经四川省南充地区和达县地区公安处批准，仪陇、巴中两县公安局迅速组织了联合侦破小组，于1982年9月14日，于巴中县乐丰公社抓获林文勇，其他骨干成员也相继被抓获归案。并经过深入巴中、仪陇、潼南、安县和河南省的有关社队调查，以及林文勇等人招供和一些受骗群众证实，认定“圣朝”发展成员上百人，受骗群众千人，目的是要推翻中国共产党领导，恢复帝制，建立新“王朝”。
林文勇等人后被南充市中级人民法院宣判，其中林文勇、林文高判处有期徒刑；其他骨干成员许双林、文兴阶等人给予行政拘留处罚；对涉及的共产党员许Ⅹ、罗Ⅹ等13人，由党委纪检部门给予了党纪处分；对涉及的共青团员、公办教师、供销社干部由有关部门给予了团纪和行政处分；对主动揭发、坦白交代的“圣朝”组织骨干成员文兴华免予处分；对有关受骗较深的群众进行了批评教育，并在有关社队召开了群众大会，充分揭露“圣朝”组织犯罪成员的罪行，以教育群众。